# Plectocomiopsis triquetra
Plectocomiopsis triquetra là loài thực vật có hoa thuộc họ Arecaceae. Loài này được (Becc.) J.Dransf. miêu tả khoa học đầu tiên năm 1980.